# Pachycentria pulverulenta
Pachycentria pulverulenta är en tvåhjärtbladig växtart som först beskrevs av William Jack, och fick sitt nu gällande namn av Gudrun Clausing. Pachycentria pulverulenta ingår i släktet Pachycentria och familjen Melastomataceae. Inga underarter finns listade i Catalogue of Life.